# 和泉和田氏
和田氏（みきたし、古称：にきたし）は、主に鎌倉時代末期から南北朝時代にかけて、和泉国（現在の大阪府南西部）で活躍した日本の氏族。本姓は大中臣氏（おおなかとみし）。和田氏が残した『和田文書（みきたもんじょ）』は、元弘の乱から南北朝の内乱の歴史的実像を知る上での第一級史料である。なお、同時代・同国・同勢力で活躍した「わだし」と発音する橘氏流和田氏（楠木氏同族）とは全く別の氏族。便宜上こちらを和泉和田氏（いずみみきたし）、橘氏流和田氏を河内和田氏（かわちわだし）として立項する。

## 概要

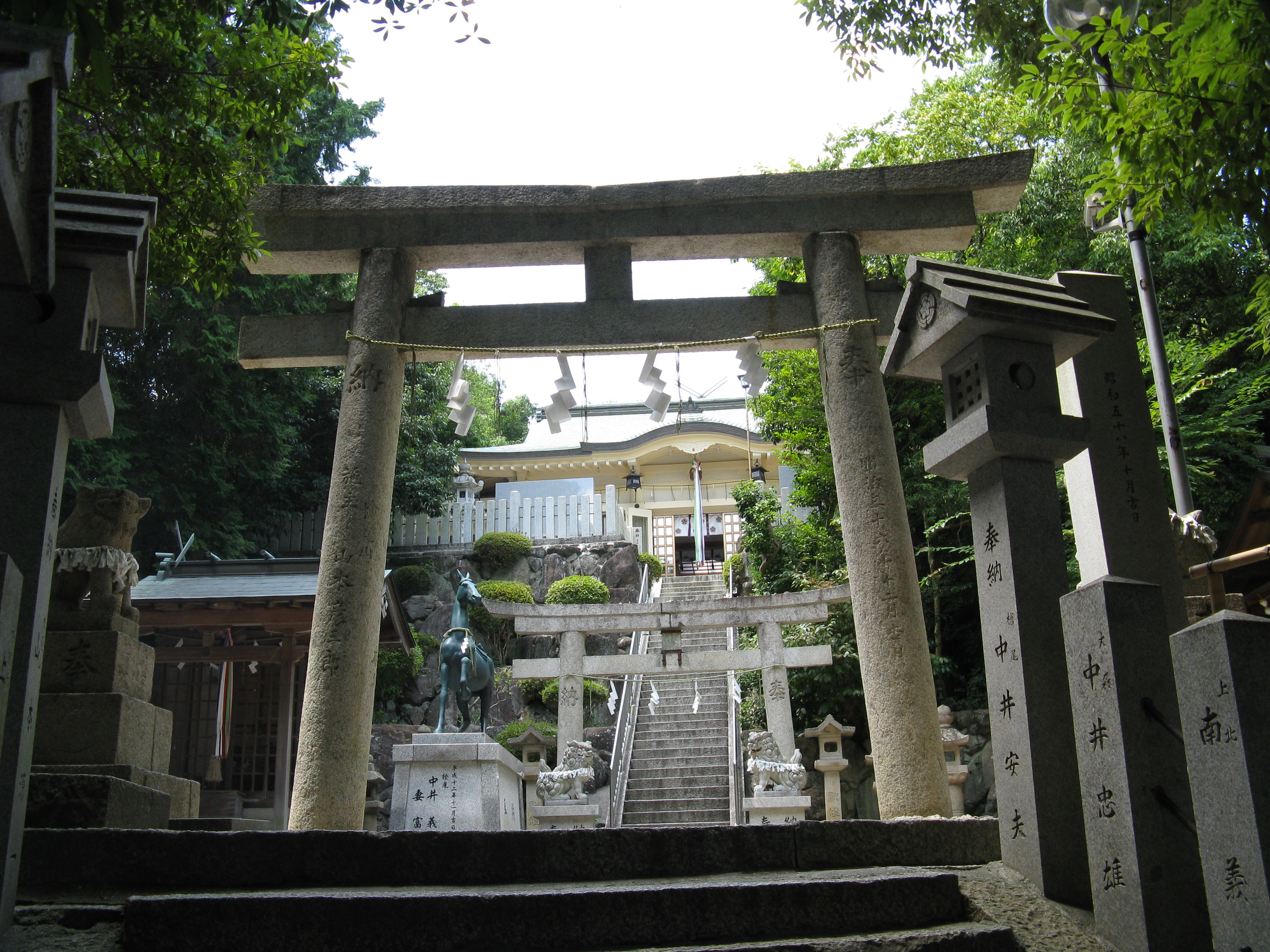
大阪府堺市南区美多彌神社。和泉和田氏の祖霊を祀ったのが発祥と言われている。

和泉国大鳥郡和田郷（みきたごう）を本貫（苗字発祥の根拠地）とした武家の氏族。和田郷は旧大阪府美木多村（みきたむら）に相当し、2019年現在は堺市泉北ニュータウンの一部に含まれる。南海泉北線栂・美木多駅等に地名を残している。
「和」には「にぎ」という訓みがあることから、和田郷はおそらく上古には「にぎたごう」と呼ばれていたと推測される。しかし、『和名類聚抄』（承平年間（931年 - 938年））に「邇岐多」「爾木多」とあることから、平安時代中期には「にきた」と発音されていた。その後、平安時代末期、矢田部（大阪市東住吉区）に住んでいた大中臣氏の一族が、助正の子の助綱の頃の代に和田郷の山野を開発して領地を築いた。鎌倉時代には国御家人（地方御家人）身分の武家となった。その後、和田郷を和田荘とし、荘官家した。
14世紀全体に渡り、元弘の乱、建武の乱、南北朝の内乱で、和田助家、和田助康、和田助氏の三代が、楠木正成らに仕える武将として活躍した。正成や楠木惟正（大塚惟正）が、書状で同氏を「みきた」と書いており、鎌倉時代末期から南北朝時代には「みきた」と発音されるようになっていた（『和田文書』所収『楠木正成仮名書挙状』建武元年および『楠木惟正書状』建武元年十二月十二日）。和田氏の当主はしばしば両方の陣営を行き来したことから、この時代の書状を集めた『和田文書』は、当時の情勢を両方の側から知ることができる貴重な史料となっている。その他、分家と見られる人物として、岸和田荘（岸和田市）を開拓した一族と思われる武将岸和田治氏がいる。
南北朝合一時の明徳3年（1392年）、和泉守護大内義弘から和田荘下司職を宛行われ、無事に南北朝の内乱を生き残った。永正15年（1518年）には和田助高が和泉守護細川澄賢から恩賞を受けており、戦国時代初期にも武将としての存在を確かめることができる。その後の動向は不明。
一方、鎌倉時代に島津氏が和田荘地頭職だった縁で、九州に移った分家もいた。こちらの系統は明治時代まで生き残り、鹿児島県士族和田中太は『和田文書』を明治21年（1888年）に影写し、のち同文書は東京大学史料編纂所の所有となった。中太は鹿児島県政財界の大物だったらしく、明治11年（1878年）には第五国立銀行取締役となっていた他、西南戦争（明治10年（1877年））の打撃がまだ残っていることを理由に、鹿児島県での公債募集の困難さについて第一国立銀行頭取渋沢栄一に理解を求めた。

## 『和田文書』
『和田文書』は、和田氏の伝来文書で、中世畿内史における貴重史料である。原文書は散逸したが、写本が各地に残る。
- 東京大学史料編纂所所蔵影写本3冊 - 鹿児島に移り住んだ和田氏末裔の和田中太が、明治21年（1888年）に影写したもの。建久7年（1196年）鎌倉将軍家政所下文案から文明年間（1469–1487年）まで[4]。
- 東京大学史料編纂所所蔵謄写本3冊 - 同じく和田中太の所蔵だった本。内容は影写本とほぼ同じ[4]。
- 東洋文庫所蔵本 - 寛正2年（1461年）から永正15年（1518年）まで8点[4]。
- 尊経閣文庫所蔵『天竜寺真乗院文書』所載 - 安貞2年（1228年）から永正年間まで14点[4]。
- 『続群書類従』系図部『和田系図』 - 文書79通と系図8点[4]。
- 屋代弘賢本『和田文書』[4]
- 佚本『和田文書』[4]

その他、『金剛寺文書』（天野山金剛寺所蔵）からも和田荘・和田氏の動向が知られる。